# عبد الخالق فاروق
عبد الخالق فاروق (مواليد يناير 1957)، هو باحث وخبير اقتصادي مصري.

## اعتقاله
اعتقلته قوات الأمن المصرية يوم الاحد 21 اكتوبر 2018 بسبب نشره لكتابه الجديد بعنوان:هل مصر بلد فقير حقاً. اقتيد إلى قسم شرطة مدينة الشروق، شرقي العاصمة القاهرة، وفقاً لتدوينة كتبتها زوجته نجلاء سلامة، على حسابه الشخصي عبر موقع التواصل الاجتماعي «فيسبوك». وتم الإفراج عنه يوم 29 أكتوبر 2018 واخلاء سبيله.

## حياته
وُلد في مصر، يناير 1957. حصل على بكالوريوس الاقتصاد والعلوم السياسية من جامعة القاهرة عام 1979، وعلى ليسانس الحقوق من جامعة القاهرة عام 1992، وعلى دبلوم في القانون العام من جامعة القاهرة عام 1997، وعلى دبلوم في إدارة الجهاز الحكومي القومي من معهد الإدارة العامة باليابان عام 1989.
عمل باحث اقتصادي بمركز الدارسات السياسية والإستراتيجية بالأهرام، وباحث اقتصادي بمكتب رئيس الوزراء المصري، وباحث اقتصادي بالهيئة المصرية للرقابة على التأمين التابعة لوزارة الاقتصاد. وعمل خبير اقتصادي بالجهاز المركزي للتنظيم والإدارة. يعمل خبير في شؤون الموازنات العامة الحكومية في المنتديات الدولية،

## من مؤلفاته
صدر له أكثر من عشرين كتاب، من أبرزها:
- اتجاهات الصحافة في إسرائيل أثناء غزو لبنان (كتاب مشترك مع آخرين)، مركز الدراسات السياسية والاستراتيجية بالأهرام، 1984
- مصر وعصر المعلومات، الدار العربية للنشر والتوزيع، 1991
- اختراق الأمن الوطني المصري، مركز الحضارة العربية، 1993
- أوهام السلام، مركز الحضارة العربية، 1994
- التطرف الديني ومستقبل التغيير في مصر، مركز الحضارة العربية، 1994
- المقاومة العراقية ومستقبل النظام الدولي، إصدارات سطور، 2004
- كيف نكتشف مواهب أطفالنا في نظامنا التعليمي؟، دار العين، 2009
- اقتصاديات الفساد في مصر: كيف جرى إفساد مصر المصريين، كتاب متشرك مع آخرين، مكتبة الشروق الدولية، 2011
- الصحة وأحوال الفقراء في مصر: كم ينفق المصريون على الصحة، مكتبة الشروق الدولية، 2013
- اقتصاديات جماعة الإخوان المسلمين في مصر والعالم، الهيئة المصرية العامة للكتاب، 2015
- كم ينفق المصريون على التعليم، الهيئة المصرية العامة للكتاب، 2016
- مشاغبات مثقف ثوري في دواوين الحكومة، دار دلتا للنشر والتوزيع، 2016
- أين البترول والغاز المصري؟، الهئية المصرية العامة للكتاب، 2017
- إنقاذ مصر: السياسات الاقتصادية البديلة، دار الثقافة الجديدة، 2018
- هل مصر بلد فقير حقًا، مركز الاستقلال، 2018
- ظهور الفساد الإداري في مصر
- أزمة الانتماء في مصر
- دراسة اقتصادية تحليلية
- عريضة اتهام ضد الرئيس
- الفساد في مصر
- جذور الفساد الإداري في مصر، دار الشروق
- النفط والأموال العربية في الخارج

## عضويات
- عضو نقابة الصحفيين المصريين
- عضو المجلس القومي للأجور، عام 2011[4]
- عضو المجلس القومي لحقوق الإنسان في مصر، عام 2012[4]

## جوائز وتقديرات
- جائزة الدولة التشجيعية في العلوم الاقتصادية والقانونية عام 2003.
- جائزة أفضل كتاب اقتصادي لعام 2002 من أكاديمية البحث العلمي والتكنولوجيا في مصر، عن كتاب «النفط والأموال العربية في الخارج».
- جائزة الدولة التشجيعية في العلوم الاقتصادية والقانونية عن كتابه «كل ينفق المصريون على التعليم»، عام 2010[4]
- جائزة أفضل كتاب في العلوم الاجتماعية عن كتاب «جماعة الأخوان المسلمي في مصر والعالم» عام 2015[4]

## وصلات خارجية
ملف الفساد في مصر - برنامج بلا حدود، قناة الجزيرة